# Золотухин, Геннадий Евпатьевич
Геннадий Евпатьевич Золотухин (1934—2012) — специалист в области ядерных испытаний, начальник 6-го Управления ВМФ, заместитель руководителя Департамента разработки и испытаний ядерных боеприпасов Минатома России, лауреат Государственной премии СССР и Государственной премии РФ, вице-адмирал.

## Биография
Геннадий Евпатьевич Золотухин родился 4 августа 1934 года.
В 1952 году поступил на электротехнический факультет Высшего военно-морского инженерного училища имени Ф. Э. Дзержинского.
В 1954 года, будучи курсантом училища, участвовал в переходе отряда боевых кораблей Северного флота на Новую Землю, с которой впоследствии он связал дальнейшую службу.
В 1958 году, после окончания училища, проходил службу на кораблях Балтийского флота.
С 1960 года — инженер ядерно-технических частей ВМФ. В 1961 году прошёл курс обучения и переподготовки в ядерном центре и был назначен командиром войсковой части 40094 Камчатской флотилии Тихоокеанского флота.
В 1973 году был назначен командиром воинской части на новоземельский полигон, где участвовал в обеспечении ядерных испытаний, а с 1976 года стал заместителем руководителя испытаний по вопросам безопасности ядерных боеприпасов в аварийных ситуациях.
В 1976 году был зачислен слушателем основных академических курсов офицерского состава Военно-морской академии имени А. А. Гречко, которые с отличием окончил в 1977 году.
С 1977 года проходил службу главным инженером — заместителем начальника научно-исследовательского института в войсковую часть 70170 (морской филиал 12-го ЦНИИ МО СССР). Имел запатентованные изобретения: цифровой оптический уровнемер и устройство для считывания графической информации.
С 1982 года — заместитель начальника 6-го Государственного Центрального полигона Министерства обороны (Новая Земля). На полигоне участвовал в подземных испытаниях ядерного оружия, отвечал за готовность Геофизической станции (ГФС), был руководителем специалистов полигона при обеспечении и проведении испытаний в районе Маточкина Шара.
С 1983 по 1994 год Г. Е. Золотухин был начальником 6-го управления ВМФ.
В 1989 году Г. Е. Золотухин стал лауреатом Государственной премии СССР.
21 февраля 1994 года Г. Е. Золотухин был уволен из Вооружённых Сил в запас.
С 1994 по 1999 год работал заместителем руководителя Департамента разработки и испытаний ядерных боеприпасов в Минатоме России, руководил направлением неядерно-взрывных экспериментов на Центральном полигоне Российской Федерации (ЦП РФ) на архипелаге Новая Земля и в российских федеральных ядерных центрах (г. Саров и г. Снежинск).
В 1996 году Г. Е. Золотухин стал лауреатом Государственной премии Российской Федерации.
Умер Г. Е. Золотухин 7 октября 2012 года в Москве.

## Награды
- Орден Красной Звезды (1991)
- Орден Мужества (1997)
- Медали
- Ведомственный знак отличия «Е. П. Славский» Федерального агентства по атомной энергии[3].

## Премии и почётные звания
- Лауреат Государственной премии СССР (1989)
- Лауреат Государственной премии РФ (1996)
- Ветеран подразделений особого риска

## Семья
- Жена — Артида Алексеевна Золотухина
- Сын Тенгиз, две дочери Марина и Ирина